# هازال تورسان
هازال تورسان ممثلة تركية من مواليد سنة 1985 في أول يوم من شهر مارس, ولدت بالعاصمة التركية أنقرة ثم تخرجت من جامعة انقرة للغات والتاريخ والجغرافيا قسم المسرح. اشتهرت في مسلسل فضيلة وبناتها باسم ياسمين اكامان وفي مسلسل الطبيب المعجزة باسم بيليز وفي مسلسل العشق الاسود باسم اصلي دينيزار.

## وصلات خارجية
- هازال تورسان على موقع IMDb (الإنجليزية)
- هازال تورسان على موقع روتن توميتوز (الإنجليزية)
- هازال تورسان على موقع قاعدة بيانات الأفلام العربية
- هازال تورسان على موقع ألو سيني (الفرنسية)
- هازال تورسان على موقع قاعدة بيانات الفيلم (الإنجليزية)
- هازال تورسان على موقع كينوبويسك (الروسية)